# Скандер Суайя
Скандер Суайя (араб. إسكندر السويح‎, фр. Skander Souayah, нар. 20 листопада 1972, Сфакс) — туніський футболіст, що грав на позиції півзахисник за клуби «Сфаксьєн» та «Есперанс», а також національну збірну Тунісу.

## Клубна кар'єра
У дорослому футболі дебютував 1992 року виступами за команду клубу «Сфаксьєн», в якій провів дев'ять сезонів. 1995 року став співавтором «золотого дубля», допомігши команди тріумфувати у чемпіонаті і Кубку Тунісу.
2001 року перейшов до клубу «Есперанс», за який відіграв чотири сезони, у трьох з яких става чемпіоном Тунісу. Завершив професійну кар'єру футболіста виступами за команду «Есперанс» у 2005 році.

## Виступи за збірну
1994 року дебютував в офіційних матчах у складі національної збірної Тунісу. Протягом кар'єри у національній команді, яка тривала 7 років, провів у формі головної команди країни 24 матчі, забивши 4 голи.
У складі збірної був учасником домашнього Кубка африканських націй 1994 року (дві гри) та чемпіонату світу 1998 року у Франції, де взяв участь в усіх трьох матчах своєї команди.

## Титули і досягнення
- Володар Кубка Тунісу (1):

«Сфаксьєн»: 1995
- Чемпіон Тунісу (4):

«Сфаксьєн»: 1994-1995
«Есперанс»: 2001-2002, 2002-2003, 2003-2004